# Национальный фронт (1934)
Национальный фронт (фр. Front national) — коалиция французских крайне правых организаций 1934—1940. Создан на основе Патриотической молодёжи и Французской солидарности. Выступал с позиций крайнего национализма и жёсткого антикоммунизма, против партий Народного фронта и парламентской системы. Симпатизировал фашистской Италии, высказывался против войны с нацистской Германией.

## Послефевральские объединительные процессы
Антиреспубликанский путч 6 февраля 1934 года стимулировал консолидацию левых сил Франции. Социалисты СФИО, коммунисты ФКП, радикалы, республиканские социалисты, профобъединение ВКТ, леволиберальные интеллектуалы сближались для отпора «фашистской опасности» (февральский мятеж не являлся в полном смысле фашистским, но имел такие черты). Со своей стороны, крайне правые призывали к объединению националистов против «коммунистической угрозы».
Организующую роль справа взяли на себя высокоавторитетные в правых кругах маршал Юбер Лиоте и писатель Франсуа Ле Грикс. Их посредничество охотно принял лидер Патриотической молодёжи (JP) Пьер Теттенже, давний сторонник антикоммунистического объединения. В марте 1934 в парижском концертном зале Ваграм прошли переговоры «мятежных лиг» — «Патриотической молодёжи», Французской солидарности (SF), Аксьон франсез, Королевских молодчиков, бонапартистских групп. Серия организационных мероприятий была проведена и в провинции. Правые собрания в разных городах проводили Пьер Теттенже, генеральный секретарь SF Жан Рено, депутаты Национального собрания Филипп Анрио (Республиканская федерация, JP), Жан Ибарнегарэ (Республиканская федерация), Жорж Скапини (независимый республиканец).
7 мая JP и SF учредили оргкомитет коалиции. Газета L’Ami du peuple — издание финансиста ультраправых и основателя SF Франсуа Коти — охарактеризовала это как создание Национального фронта (FN).

## Структура, программа, активность
В полной мере коалицию Национальный фронт формировали JP и SF. К ним примыкали полтора десятка небольших крайне правых организаций — антимасонские и антимарксистские группы, ассоциация участников мятежа 6 февраля, бонапартистские союзы, ветеранские организации, популистские социальные объединения. Ассоциированные отношения с FN поддерживала Аксьон франсез, однако Шарль Моррас, пафосно выражая поддержку, делал важную оговорку: возглавляемая им лига готова к сотрудничеству, но стоит на монархических позициях. Первые месяцы с FN тесно сотрудничал Национальный центр республиканской пропаганды Анри де Кериллиса.
Первым лицом Национального фронта — генеральным секретарём — являлся муниципальный советник Парижа Шарль Трошю. Его заместителями стали Рене Ришар от JP, Жак Фромантен от SF и известный юрист Анри дю Мулен де Лабартет. Политический курс коалиции во многом определял Пьер Теттенже.
Шарль Трошю — внучатый племянник генерала Трошю, потомок генерала Клебера, участник Первой мировой войны, предприниматель и архитектор — был активистом «Патриотической молодёжи», состоял в «Королевских молодчиках», Огненных крестах, ещё нескольких ветеранских организациях, был ранен в событиях 6 февраля. Человек решительный и харизматичный, политические кампании Трошю вёл в наступательном стиле. Первая же публичная акция FN, проведённая в Луаре, привела к уличному столкновению.
В программном манифесте Национальный фронт призывал к борьбе против «масонского, пораженческого, коррумпированного политического персонала», отстаивал традиционные ценности семьи и собственности, требовал патриотического воспитания в школах. В социально-экономической сфере FN выступал за корпоративный строй. Программа предусматривала укрепление вооружённых сил и военной промышленности, запрет частного производства вооружений. Предлагалась кадровая чистка госаппарата, прежде всего полиции и судейского корпуса. Главными врагами Франции обозначались масонство, коммунизм, международный финансовый капитал. В принципе, такие установки были характерны для всех «мятежных лиг».
Национальный фронт развивал уличную активность в демонстрациях и публичных собраниях. Боевики JP и SF охраняли митинги системных правых партий. Активно велась антикоммунистическая агитация. Уличные акции FN проводились под лозунгами переоценки событий 6 февраля 1934 и полной реабилитации мятежников. Во время итало-эфиопской войны FN развернул кампанию в поддержку фашистской Италии, против антиитальянских санкций Лиги наций.
В то же время Национальный фронт не смог консолидировать крайне правых в общенациональном масштабе. Острая политическая конкуренция возникла не только с Аксьон франсез, но и с «Огненными крестами» Франсуа де ля Рока, Франсистами Марселя Бюкара. Положение осложнялось личным соперничеством Теттенже с де ля Роком. Консервативная Республиканская федерация Луи Марэна — крупнейшая из системных правых сил — выражала недовольство демонстративно антипарламентским характером FN.

## Неудача проекта
На парламентских выборах 1936 победу одержали левые и левоцентристские силы. К власти пришёл Народный фронт. Правительство Леона Блюма распустило «мятежные лиги», в том числе JP и SF. Однако Национальный фронт продолжал существовать — Теттенже и Рено переоформили свои организации в новые политические партии.
В том же 1936 были созданы гораздо более крупные структуры — правоконсервативная Французская социальная партия (PSF) полковника де ля Рока и фашистская Французская народная партия (PPF) бывшего коммуниста Жака Дорио. PSF превратилась в главный центр притяжения французских правых. В 1937 Дорио инициировал крупномасштабный коалиционный проект Фронт свободы. Но этом фоне FN не выглядел внушительно.
В 1940 FN официально выступил против вступления Франции в войну с нацистской Германией. В условиях военного времени это привело к немедленному прекращению деятельности. В целом опыт FN рассматривается как малоудачный.
В годы Второй мировой войны Пьер Теттенже и Жан Рено примкнули к вишистскому коллаборационизму. Шарль Трошю вначале поддержал маршала Петена, но вскоре порвал с вишистами, вступил в Свободные французские силы и воевал на стороне Антигитлеровской коалиции.